# Universidad Americana

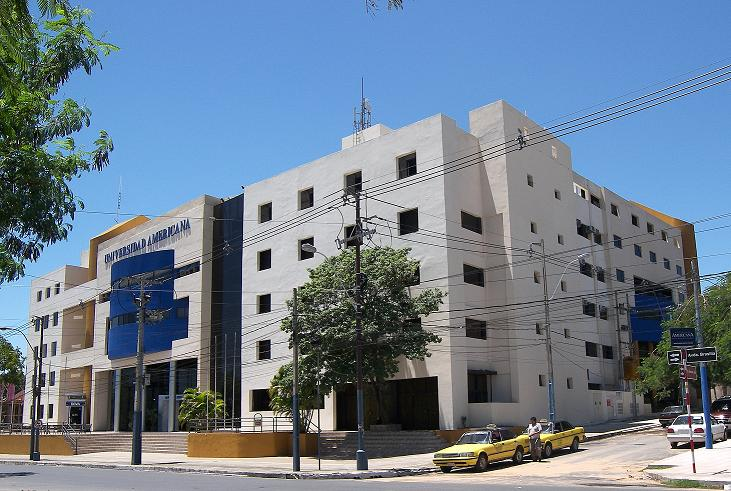
Universidad Americana

Die Universidad Americana (PAR) ist eine Universität mit Sitz in Asunción und Ciudad del Este, Paraguay. In Encarnación befindet sich ein weiterer Standort.
Die Gründung erfolgte 1994. Über 9000 Studenten werden von mehr als 200 Professoren und Dozenten an vier Fakultäten und in 12 Studienrichtungen betreut. Derzeitiger Präsident istJuan Alberto Beranger.

## Fakultäten
- Rechts- und Sozialwissenschaften
- Wirtschafts- und Verwaltungswissenschaften
- Kommunikationswissenschaften, Kunst und Technologie
- Gesundheitswissenschaften